# Xbox (console)
Pour la marque, voir Xbox. Pour la quatrième console, voir Xbox Series.
La Xbox de Microsoft est  une console de jeux vidéo sortie aux États-Unis le 15 novembre 2001. Microsoft fait ses premiers pas dans ce secteur, après avoir collaboré avec Sega pour porter Windows CE sur Dreamcast, et après avoir développé depuis plusieurs années des jeux Microsoft Game Studios et des accessoires de jeux vidéo SideWinder pour les PC sous Windows.
La différence avec un PC est qu'une Xbox ne peut à l'origine exécuter que des programmes Xbox provenant d'un média au format propriétaire Microsoft sur DVD, format qui n'est lisible que par le lecteur DVD de la Xbox.
La console, dont les principales concurrentes sont la PlayStation 2 de Sony, la Gamecube de Nintendo et la Dreamcast de Sega, fait partie de la sixième génération.
Microsoft cherche à faire évoluer la Xbox, d'abord consacrée uniquement au jeu vidéo, vers une station multimédia interactive en ligne et lance fin 2002 le Xbox Live. La Xbox 360 lui succède fin 2005. Le support de la console Xbox par Microsoft s'est arrêté en mars 2009 aux États-Unis et en avril 2010 en France.
La console possède un catalogue de plus de 825 jeux, avec des séries comme Halo, Star Wars et Fable. Le dernier jeu Xbox, sorti uniquement aux États-Unis en 2008, est Madden NFL 09.

## Développement
La Xbox a été initialement développée en interne par une petite équipe de Microsoft, incluant Kevin Bachus, Seamus Blackley et Ted Hase.
Microsoft a plusieurs fois repoussé la conception de la console. La console a été révélée à la fin de l'année 1999 par des interviews du directeur de Microsoft Bill Gates. Peu convaincu au départ de l'idée de développer une machine sans Windows et après avoir proposé des outils de développement Microsoft à Sony pour sa Playstation, il décide de concurrencer le géant japonais et déclare qu'un appareil multimédia était essentiel pour la convergence multimédia dans les temps modernes du divertissement numérique. Le 10 mars 2000, le « X-box project » est officiellement confirmé par Microsoft dans un article de presse. En janvier 2001, la console est présentée lors de l'E3 par Bill Gates, avec Dwayne Johnson.
Selon le livre Smartbomb (en) d'Heather Chaplin et Aaron Ruby, le succès remarquable de la PlayStation de Sony aurait inquiété Microsoft à la fin des années 1990. Le marché grandissant du jeu vidéo semblait perturber le marché du PC que Microsoft dominait et sur lequel se basait la majorité de ses revenus. Une entrée dans le monde des jeux vidéo diversifiait la ligne de produits Microsoft, qui s'était jusqu'alors concentrée uniquement sur des logiciels.
Dean Takahashi, dans son livre Au cœur de la Xbox, affirme que la Xbox aurait été nommée au départ « DirectX-box », pour montrer l'usage du DirectX dans la technologie de la console. La direction a finalement retenu le nom « Xbox » comme nom final pour la console. La console fait également allusion au DirectX par la forme « X » du logo et la forme géante « X » sur la console.
J Allard (en) de Microsoft, était responsable du hardware et du développement logiciel du système, Ed Fries (en) était responsable du développement de jeux sur la plate-forme, et Mitch Koch était responsable des ventes. Les trois se référaient à Robbie Bach (en). Cette équipe a aussi été responsable de la console Xbox 360.

## Matériel

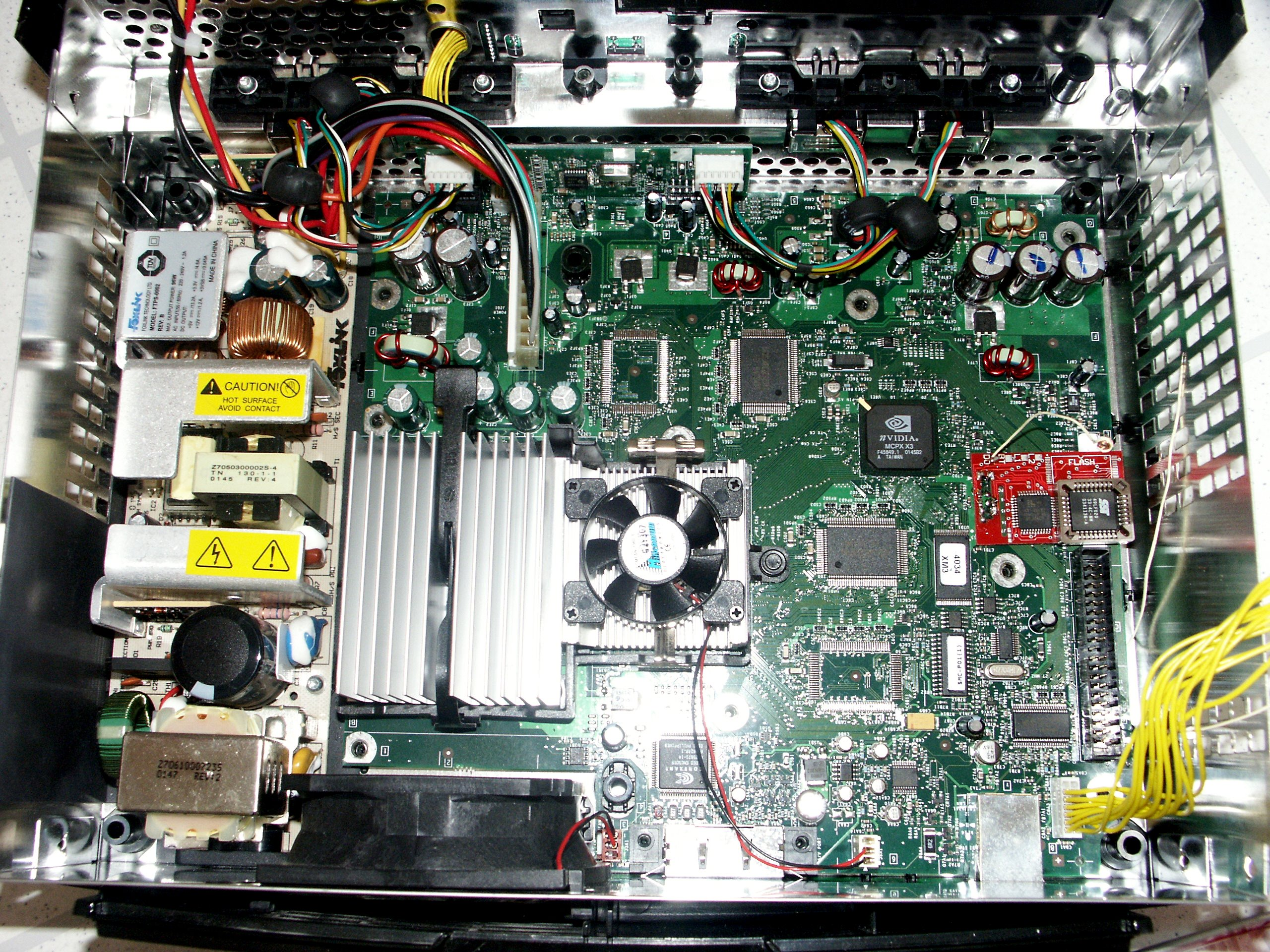
La carte mère Xbox des premières versions.

Le processeur principal est un Intel Pentium III Coppermine 32-bit gravé à 0,18 μm ; il est composé de  28,1 millions de transistors, cadencé à 733 MHz et doté de 128 Ko de cache. Le processeur est soudé à la carte mère ; ceci a permis d'optimiser l'API de la console pour ce processeur et d'accélérer les performances.
La Xbox est, avec la GameCube, la console qui a mis fin à la « course technique aux bits »,.
La Dreamcast et la PlayStation 2, ses rivales sorties quelque temps avant elle, avaient poursuivi ce marketing des « bits » en étant présentées comme des consoles « 128 bits »,. La Xbox, construite sur un processeur principal de 32 bits et pourtant plus puissante que la Dreamcast et la PlayStation 2 à de nombreux égards, n'affiche plus les « bits » comme un élément démonstrateur de puissance. L'indicateur FLOPS est en revanche mis en avant, également utilisé par la Dreamcast et la PlayStation 2, et toujours utilisé en 2022.
La console est dotée de 64 Mo de mémoire vive unifiée (partagée par les différents composants) de technologie DDR SDRAM. La mémoire unifiée permet aux développeurs de choisir eux-mêmes la quantité de mémoire qu'ils veulent attribuer aux différentes parties de leur application (programme, son, image, vidéo, etc.). Généralement, les consoles ont trois types de mémoire, chacune étant spécialisée dans un domaine.
Le processeur graphique est fabriqué par Nvidia. Son nom est NV2a, c'est un hardware intermédiaire entre le NV25 et le NV30 destinés au marché du PC. Ce GPU est un GeForce 3 modifié, cadencé à 233 MHz, capable de calculer 20 GFLOPS. Ses performances se situent entre les GPU GeForce 3 et GeForce 4. Cette carte graphique permet le pixel shading, le vertex shading, peut appliquer un anticrénelage, gère le bump-mapping et le multi-texturing[réf. souhaitée]. Le système sonore est aussi fabriqué par Nvidia. Il est capable de générer un son numérique spatial (en pseudo « trois dimensions ») grâce aux technologies Dolby Digital 5.1 (AC3).
La Xbox calcule entre 115 millions et 125 millions de polygones par seconde. En temps réel, la console de jeu peut afficher entre 8 et 15 millions de polygones par seconde, ce qui en fait la console la plus puissante de la sixième génération.
Le DVD est le support principal des jeux de la Xbox. Elle permet de lire des DVD si elle est équipée de la télécommande et de l'adaptateur infrarouge (qui se branche sur un port manette). Il existe quatre marques de lecteurs en fonction des années de production : Thomson, Samsung, Philips, LG-Hitachi, avec deux versions différentes pour les Samsung et Philips.
La première version de la console a été fabriquée en Hongrie, et la manette en Indonésie. À partir de 2003, l'ensemble est fabriqué en Chine.
Les développeurs et les testeurs de jeux pouvaient disposer de consoles Xbox appelées « developpement kit » et « debug kit ». Par rapport à la console de série, ces consoles disposaient de logiciels spéciaux, d'une interface spécifique et de 128 Mo de Ram. La console a été vendue dans de nombreux packs différents, dans des versions limitées comme le pack Ciné X-Men 2 et dans des versions collectors, comme la version transparente Crystal et la version Halo translucide verte.
La couleur verte de la Xbox fut choisie pour plusieurs raisons : l'un des principaux designers de la console, Horace Luke, n'avait plus qu'un feutre vert sous la main, et l'essentiel des esquisses furent tracées avec ce feutre et furent adoptées,. L'autre raison est que le vert fut considéré par les designers comme symbolique de la technologie (les premiers écrans d'Apple affichaient des caractères verts sur fond noir), de la science-fiction (le logo d'Alien est vert) et de la puissance (le médaillon vert de la Xbox est censé évoquer la puissance "nucléaire"). Horace Luke aurait souhaité que la coque de la Xbox soit d'un blanc brillant argenté, mais les coûts étaient prohibitifs.

## Éléments nouveaux
- Microsoft propose pour la première fois sur une console de jeux vidéo un disque dur intégré. D'autres consoles offraient déjà un disque dur, mais en tant qu'élément séparé. La capacité de ce disque dur est de 8 ou 10 Go de marque Western Digital ou Seagate. Il est au format FATX. Il permet notamment :
  - de sauvegarder un nombre très important de parties,
  - d'optimiser les chargements des jeux,
  - de stocker les téléchargements de jeux, de vidéos et de niveaux à partir du Xbox Live,
  - de ripper des CD audio pour l'écoute à partir du disque dur, et de créer des playlists pour une lecture pendant des jeux compatibles, comme Project Gotham Racing 2.

Après modification de la console, il est possible de mettre un disque dur IDE de PC. Exemple : un disque dur de 200, 300 ou 500 Go.
- La carte réseau Ethernet est intégrée et permet de jouer en réseau (avec plusieurs consoles Xbox) et de se connecter à Internet avec le Xbox Live.
- La HD : la console Xbox est HD. La fonctionnalité a été désactivée sur les consoles européennes car à l'époque, les télévisions HD étaient rares en Europe. Il est possible de réactiver la fonction en modifiant la console. Définitions : 480p, 720p, 1080i. Microsoft proposait à la vente un câble officiel Xbox HD en YUV. Les jeux Xbox sont pour la plupart développés en SD, il y a une petite quantité de jeux développés en HD.
- Le Wi-Fi : il existe un accessoire externe officiel (comme sur Xbox 360) permettant de faire fonctionner la console en Wi-Fi. L'accessoire est compatible et fonctionne sur Xbox 360.

## Périphériques
La Xbox possède 4 ports manettes. Ces ports manettes sont des ports USB modifiés où peuvent se brancher des accessoires tels que des volants, des télécommandes, des clefs USB ou encore des claviers (uniquement sur une console modifiée, sauf le jeu Phantasy Star Online pour ce qui concerne le clavier).

### Contrôleurs de jeu

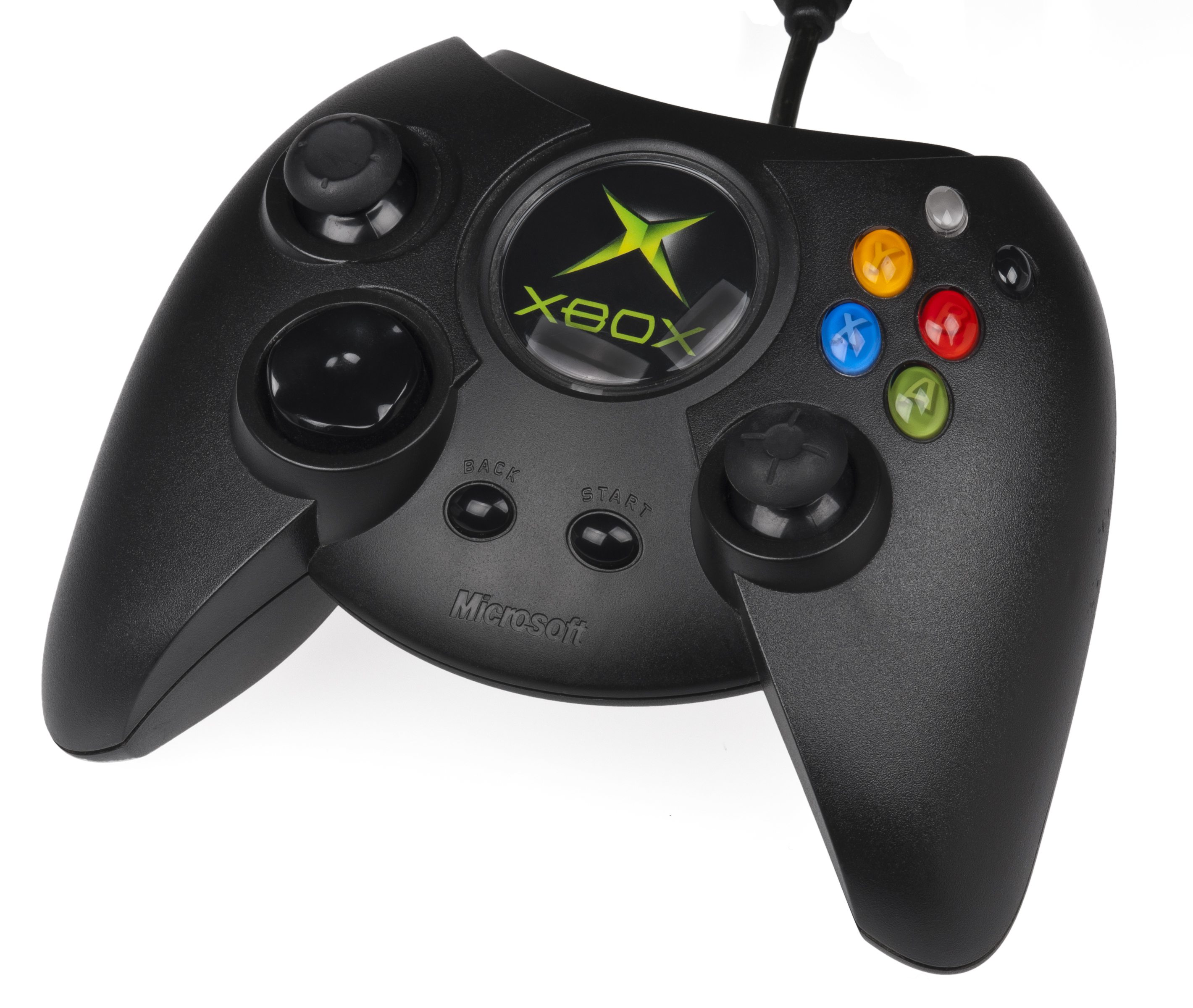
Manette Xbox Duke.

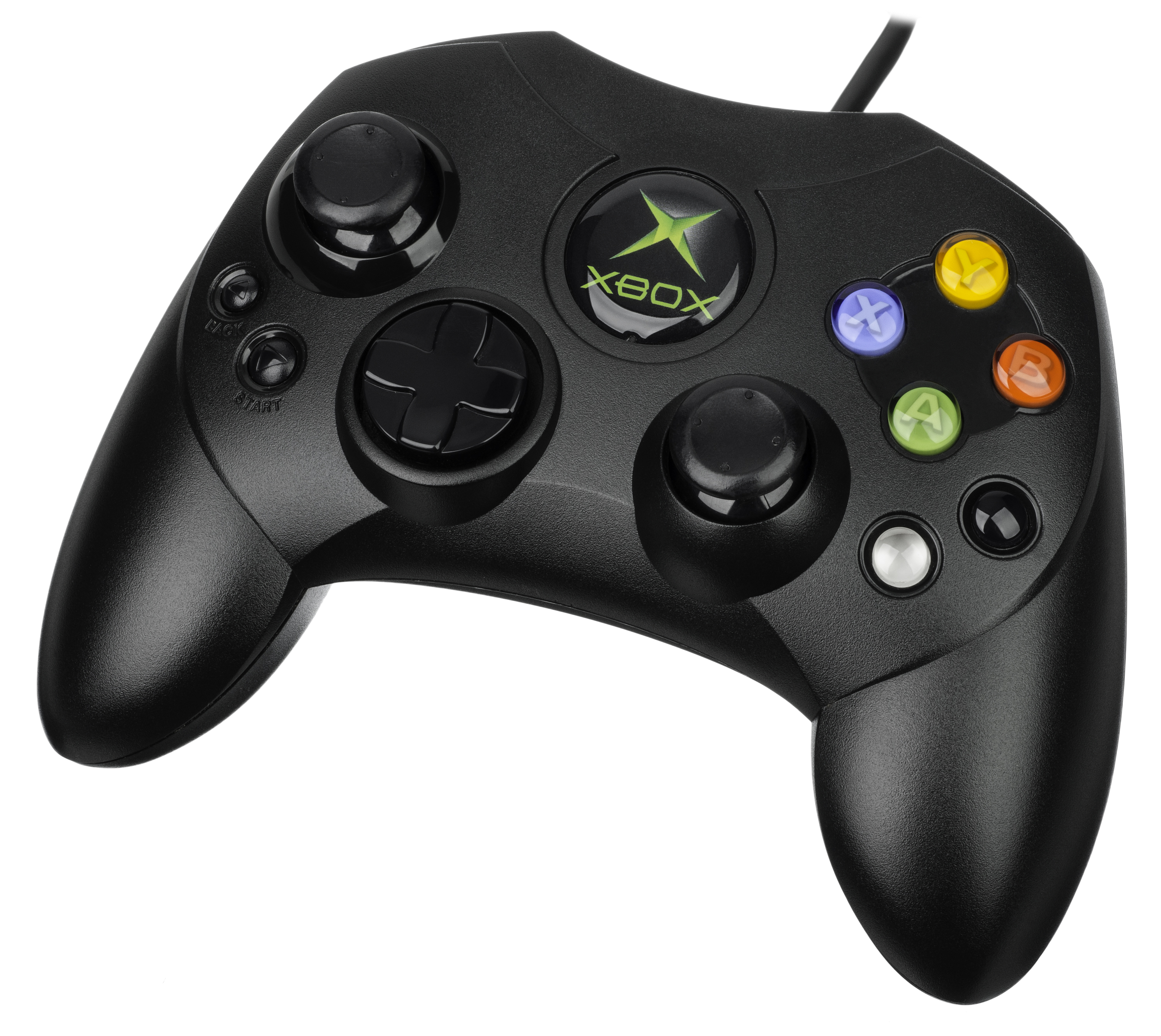
Manette Xbox S Slim.

Il y a 2 types principaux de manettes : l'original « Duke » et la manette S « Slim », plus petite et plus légère, proche de celle de la Xbox 360. La manette S « Slim » n'était à l'origine destinée qu'au marché japonais. Il existe aussi la manette spéciale Steel Battalion. Les manettes possèdent la vibration.
Des volants pour jeux de courses sont sortis sur Xbox. Le prix et les fonctions de chaque modèle varient en fonction des fabricants. Exemple : le volant Forza Motorsport.
Des sticks d'arcades sont sortis pour la Xbox, reproduisant des boutons de borne d'arcade. Il en existe un modèle officiel.

### Autres périphériques
- Les cartes mémoires, s'insérant dans la manette, pour transporter les sauvegardes. Leurs capacités varient en fonction des cartes des différents constructeurs.
- La télécommande DVD et le récepteur infrarouge, pour lire les DVD. Le récepteur est un add-on permettant de débloquer la fonction de lecture des DVD.
- Le micro-casque, pour communiquer lorsque l'on est connecté au Xbox Live ou en réseau. Certains jeux exploitent également le micro pour la reconnaissance vocale (par exemple Rainbow six 3 et SWAT). Il existe de nombreuses versions, dont une version wifi.
- Les câbles Ethernet :
  - croisés, pour connecter 2 Xbox entre elles ;
  - droits, pour connecter une Xbox à un hub qui pourra accueillir plusieurs Xbox.

## Xbox Live
La Xbox est la 1re console compatible avec le Xbox Live. Aussi appelé Live ou XBL[réf. nécessaire], ce service de jeu en ligne créé par Microsoft permet de connecter la console à Internet. Il est sorti fin 2002 aux États-Unis puis en mars 2003 en Europe. Il permet aux joueurs du monde entier de  s'affronter sur les jeux compatibles. Le Xbox Live peut également être utilisé pour télécharger du contenu (gratuit ou payant) ou des démos, et pour acheter des jeux complets. Le Xbox Live ajoute également un élément important au jeu en ligne: la possibilité de dialoguer avec les autres joueurs grâce à un micro-casque, permettant ainsi de parler stratégie avec ses équipiers ou de défier ses adversaires. Il y a eu aussi une déclinaison du Xbox Live, le XSN, qui permettait d'avoir un classement mondial sur une gamme de jeux de sport estampillés Microsoft.
On distingue trois versions du Xbox Live : la version 1.0 étant celle de la première console de Microsoft, s'étendant d'octobre 2002 à mai 2010. Puis vint la seconde version, apparue lors du lancement de la Xbox 360, de décembre 2005 à novembre 2008. Puis la troisième et dernière du version du XBL (3.0) fut mise en service en même temps que le NXE - ou Nouvelle Expérience Xbox -, depuis mi-novembre 2008.
Début février 2010, la firme de Redmond a déclaré son désir d'arrêter les serveurs de l'ensemble des jeux de la Xbox proposant une fonctionnalité au Live - soit 550 jeux environ. Cette décision fut argumentée et mûrement réfléchie selon Microsoft, car cette première version du Xbox Live - appelée 1.0 - empêcherait d'apporter de nouvelles fonctionnalités aux versions ultérieures, comme dépasser la limite des 100 personnes ajoutées à la liste d'amis. Le XBL 1.0 a fermé officiellement le 15 avril 2010 à minuit, privant de facto les 11 000 personnes l'utilisant encore.
Cependant le jour suivant, une trentaine de personnes étaient restées connectées au Xbox Live malgré sa fermeture, sur le jeu Halo 2, jeu le plus joué en ligne sur cette console. En effet, tant que les utilisateurs restaient en ligne avant l'arrêt définitif des serveurs, ces derniers ne pouvaient s'auto-terminer tant que ces joueurs demeurent connectés à ceux-ci.
Ainsi le 24 avril, Microsoft déclare que douze « résistants » jouent actuellement en ligne à ce jeu et, à la surprise générale, encourage cet acte et le qualifie d'héroïque. Hélas, les consoles doivent rester en fonctionnement jusqu'à une déconnexion involontaire de leur FAI, de leur simple chef ou de la surchauffe de l'appareil. Finalement, le joueur Apache N4sir quitta Halo 2 à 23h19 le 10 mai 2010, ce qui fait de lui le dernier véritable membre du premier Xbox Live et mit fin officieusement à ce service quelques minutes plus tard.

## Lancement
La Xbox a bénéficié d'une campagne de lancement controversée. Le spot, dénommé « Champagne », dépeignait une mère en train d'accoucher, expulsant son bébé à une très grande vitesse ; ledit bébé grandissant hyper rapidement pour terminer sa très courte vie en tombant dans le caveau d'une tombe. La publicité se terminait par le slogan « Life is short, play more » (La vie est courte, jouez plus). 
La publicité a été réalisée par Fred & Farid pour l'agence londonienne BBH et a coûté 500 000 livres sterling à produire. Un lit spécial a été créé pour la séquence du lancement du bébé. 12 acteurs âgés de 3 ans à 70 ans ont été castés pour le rôle du bébé, ils ont été filmés sur fond blanc et avec machine à vent, avec l'utilisation de morphing entre les différentes transitions. Pour la scène finale, un mannequin fut projeté à haute vitesse sur une tombe reconstituée, dans un park du West London.
Elle fut diffusée à partir du 4 mars 2002. Sa diffusion britannique mena à son interdiction, l'Independent Television Commitee, autorité de régulation audiovisuelle britannique, reçut la première semaine de sa diffusion plus de 130 plaintes, notamment de mères ayant fait une fausse couche ou de personnes ayant perdus leur proche.

## Ventes
Pour se donner les moyens de ses ambitions, Microsoft présente la console la plus puissante du marché. Mais son prix élevé à ses débuts freine les ventes initiales face à une concurrence qui privilégie les jeux plutôt que la console elle-même. Microsoft décide de revoir le prix de sa console pour être plus concurrentiel face à la PlayStation 2. En 2006, elle n'est plus vendue en raison de la place de plus en plus importante prise par sa sœur Xbox 360.
D'après le rapport annuel de Microsoft en 2005, 22 millions de Xbox ont été fournies aux revendeurs, dépassant vers la fin de sa carrière la Game Cube avec 21 millions. Le 10 mai 2006, Microsoft publie un rapport indiquant que le chiffre définitif de vente de la Xbox est de plus de 24 millions de consoles (dont environ 17 millions aux États-Unis et au Canada, 7 millions en Europe et 500 000 au Japon).
Historique des prix :
| Europe (taxes incluses) - 479,99 € (prix de lancement (Europe, 14 mars 2002) - 499 € (Prix de lancement (Finlande, 14 mars 2002) - 299,99 € (Europe, 26 avril 2002) - 249,99 € (Europe, 30 août 2002) - 199,99 € (Europe, 10 avril 2003) - 149,99 € (Europe, 27 août 2004, dernier prix officiel de Microsoft) |

## Jeux
Microsoft mettait en avant que la console disposait de la plus large ludothèque pour son lancement (l'architecture de la console est proche des ordinateurs PC, à processeur Intel avec le système d'exploitation Windows, ceci permettant une programmation avec une version optimisée de l'API DirectX, standard connu de développement des jeux sous Windows). Les développeurs ayant déjà travaillé sur des jeux PC peuvent être efficaces rapidement. Les conversions PC/Xbox sont simplifiées.
Parmi les titres phares disponibles au lancement de la console, il y a : Dead or Alive 3, Oddworld 3, Project Gotham Racing et Halo. La console possède un catalogue de plus de 825 jeux, avec des jeux comme Halo 2, Star Wars: Knights of the Old Republic, Forza Motorsport, ou Fable.
La console possède de nombreux remakes de la console Dreamcast, Microsoft ayant à l'époque signé un accord pour lancer des jeux avec Sega comme : Panzer Dragoon Orta, Crazy Taxi, NBA 2K2, NFL 2K2, Shenmue II, Deadly Skies, Jet set Radio Future...
La console possède des jeux en exclusivité, comme Steel Battalion. Ce jeu a la particularité de fonctionner avec une manette géante de 40 boutons et 2 joysticks. Sa suite Steel Battalion : Line of Contact permet de jouer en réseau.

## Système d'exploitation
Le système d'exploitation de la Xbox est basé sur un noyau de Windows 2000. Il propose une interface en mouvement sur fond vert avec un fond musical électronique et industriel.
La console repose sur une architecture proche de celle d'un PC. Après modification de la console, il est possible d'installer un autre système d'exploitation : Linux.
À l'origine, seuls les logiciels signés électroniquement par Microsoft pouvaient être utilisés sur Xbox; cette limitation a pu être déverrouillée par les développeurs du projet Xbox-Linux via l'implantation d'un « exploit » ou d'une puce électronique. Xbox-Linux est légal, Microsoft n'ayant jamais engagé de procédure contre le projet. Après le portage de Linux, FreeBSD et NetBSD ont été portés sur la Xbox. De nombreux types de systèmes différents peuvent être installés. Il est possible d'installer du contenu HD avec une interface semblable à la Xbox 360.
La Xbox est capable de faire fonctionner des émulateurs en SD et en HD pour jouer à des jeux Nintendo, Sega, Playstation, Atari, Snk, Laserdisc, Borne d'Arcade, etc. Elle peut aussi lancer Windows et se connecter à internet.

## Successeur

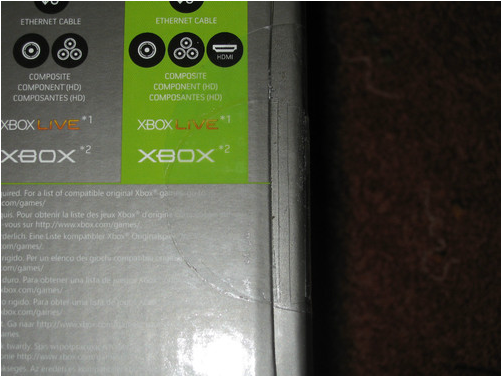
Pack collector Xbox 360 mentionnant la rétrocompatibilité Xbox.

La Xbox 360 est la deuxième console de jeux vidéo de Microsoft, développée en coopération avec IBM, ATI, Samsung et SiS. Elle succède à la Xbox.
La console est compatible avec une partie des jeux Xbox par rétro-compatibilité. Cette compatibilité ne nécessite pas obligatoirement un disque dur, mais au moins de graver un CD ou une clé USB pour installer la mise à jour, afin d'y stocker les patches nécessaires au fonctionnement des jeux Xbox. Ces jeux bénéficieront d'un upscaling HD. La Xbox 360 nomme ces jeux « Xbox d'origine », « 1re Xbox » ou « Xbox 1re génération ». Certains des jeux Xbox sont disponibles en téléchargement sur le Xbox Live, comme Halo: Combat Evolved. Ce jeu est également ressorti en remake sur Xbox 360 sous le nom Halo: Combat Evolved Anniversary pour fêter les 10 ans de la console et du jeu.
Il est aussi possible de jouer en liaison multiconsole entre la console Xbox et la console Xbox 360.
Un remake du jeu le plus vendu de la console Halo 2 est sortie sur Xbox One, dans le pack Halo: The Master Chief Collection.